# Radical

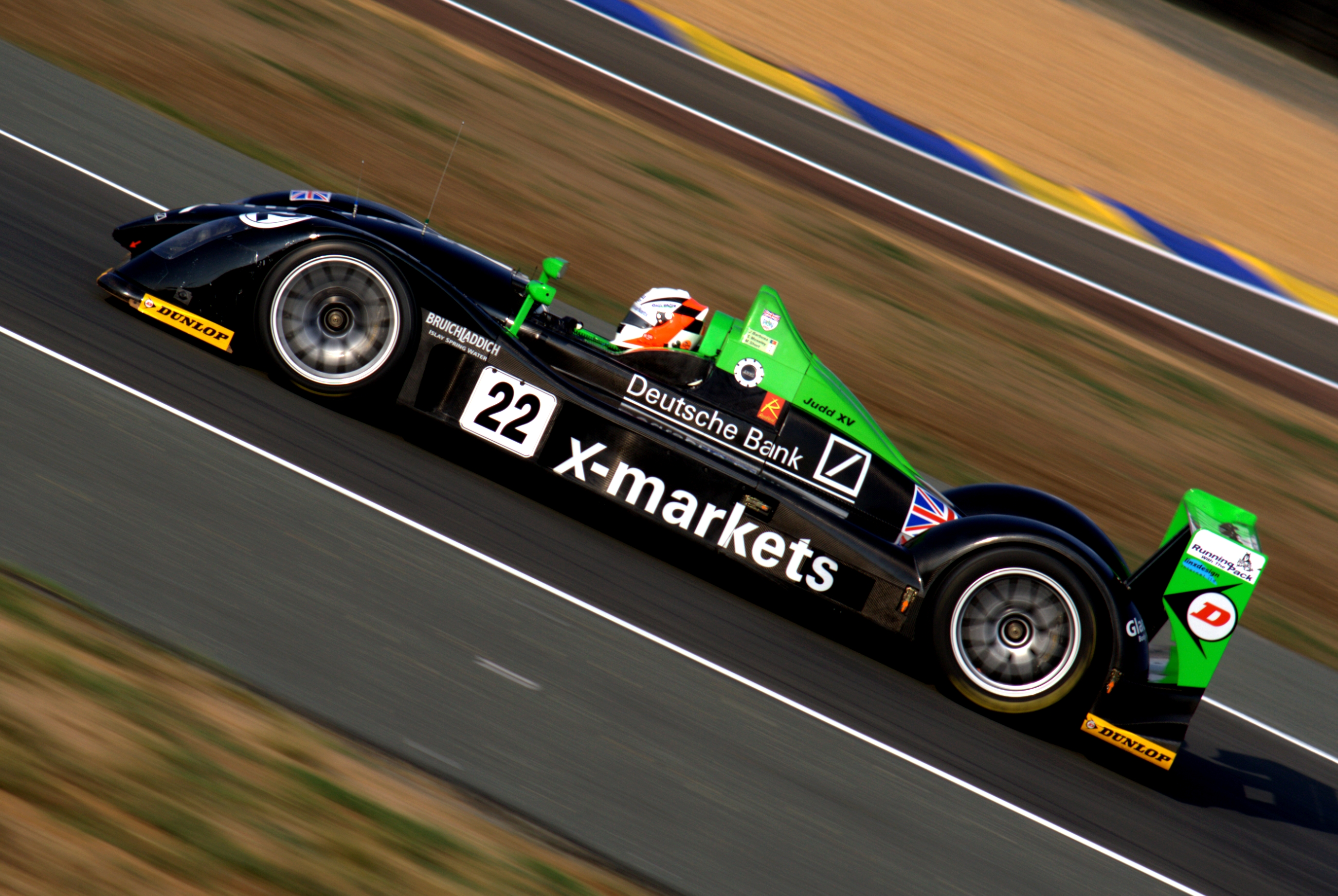
En Radical SR9 vid Le Mans 24-timmars (2006)

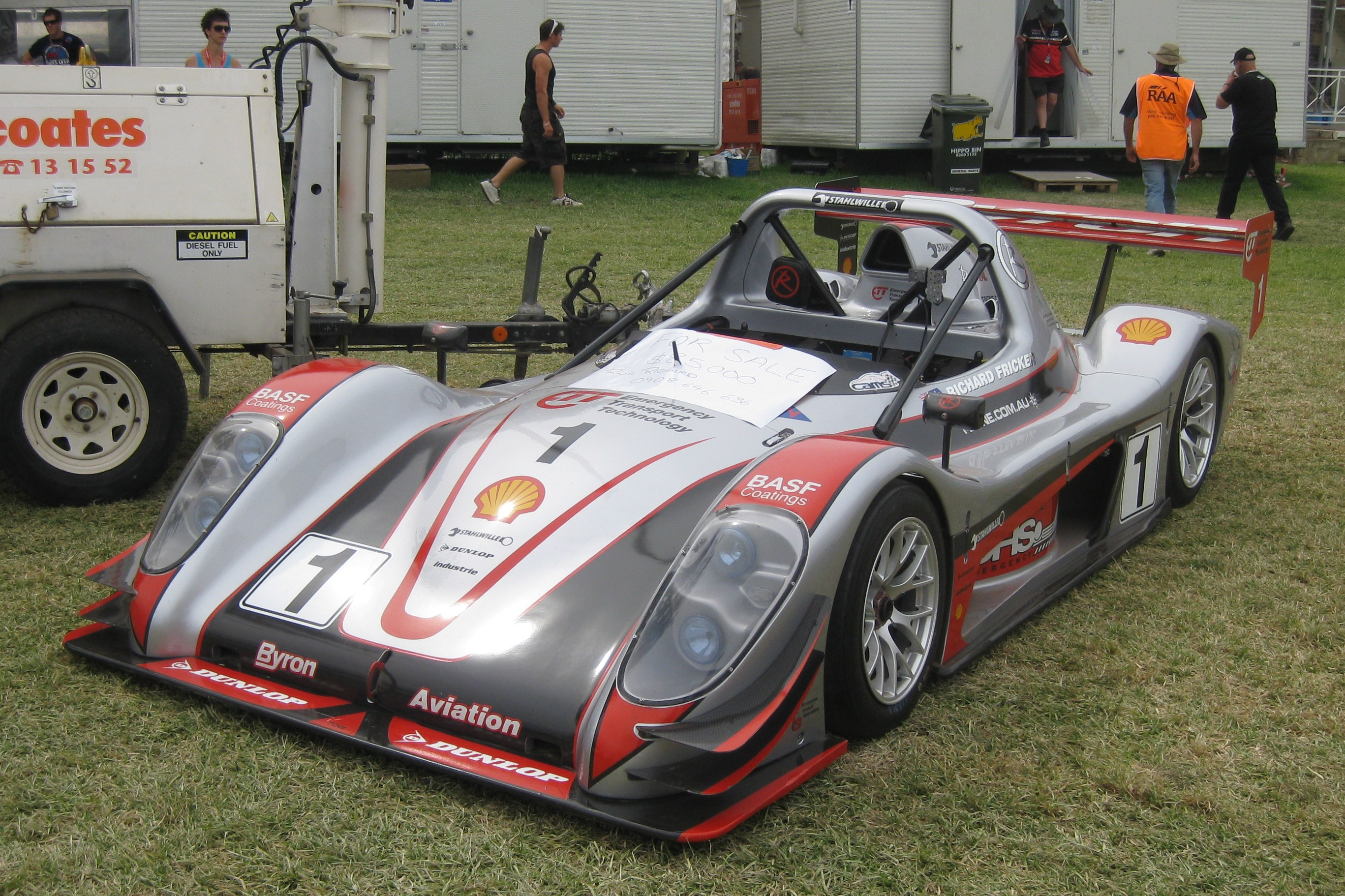
Radical SR3 RS

Radical är ett brittiskt sportbilmärke. Radical Sportscars grundades år 1997 och är lokaliserade i Peterborough, England. Märket har funnits i Sverige sedan 2002.
Företaget tillverkar sportbilar både för bana och gata. Modeller inkluderar bland annat Radical SR1, SR3 RS, SR3 SL, SR8 RX och RXC.
Radical har två filialer i Sverige, en för racing och en för gatan. I Sverige kan man tävla med modellerna SR3 RS, PR6 och Prosport i Radical Cup Scandinavia och Sportvagnsmästerskapet.
Mästare i den Svenska serien sedan Radical Elite introducerades i Sverige 2009 är följande:

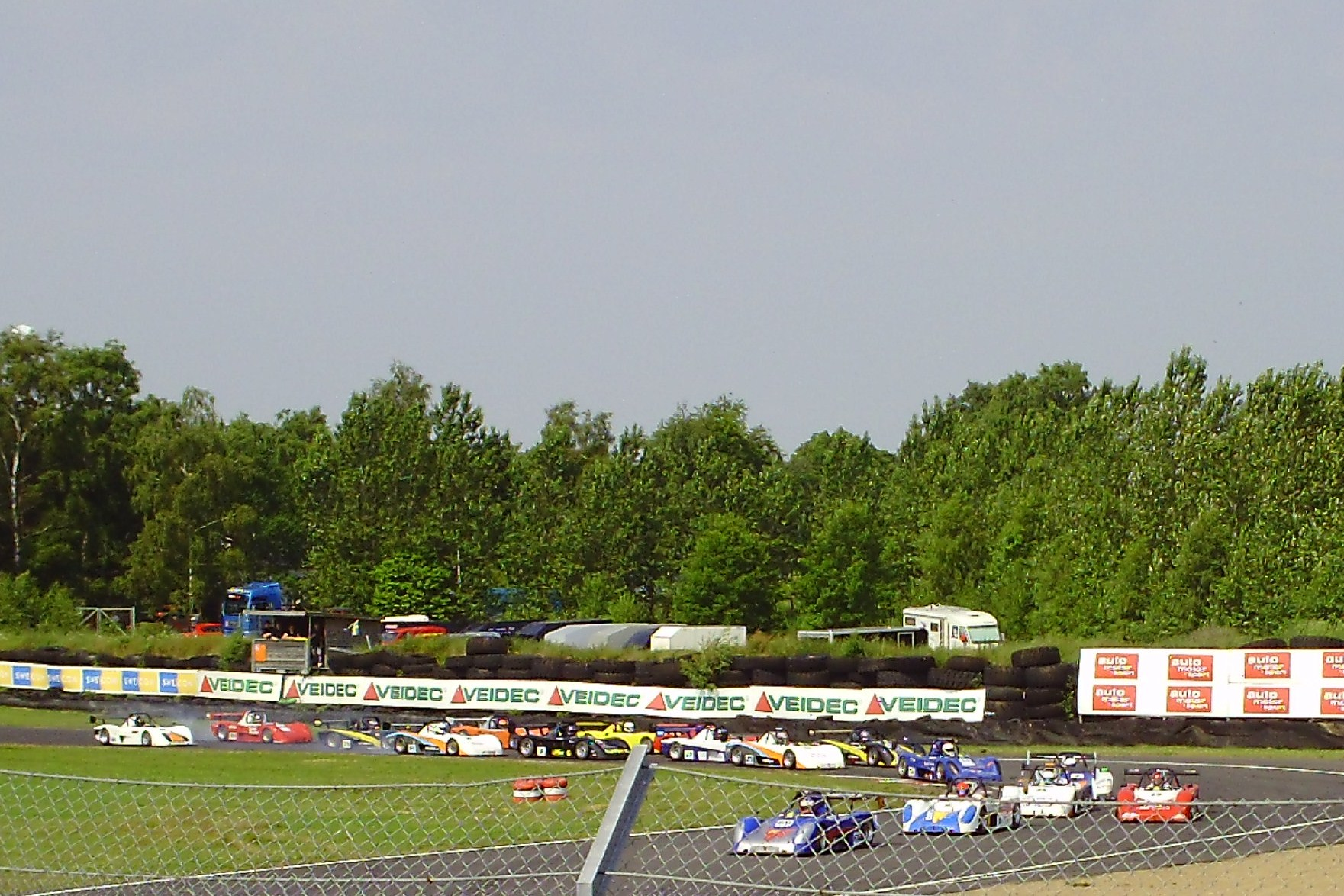
Starten i det svenska mästerskapet i Radical på Falkenbergs Motorbana 2010.

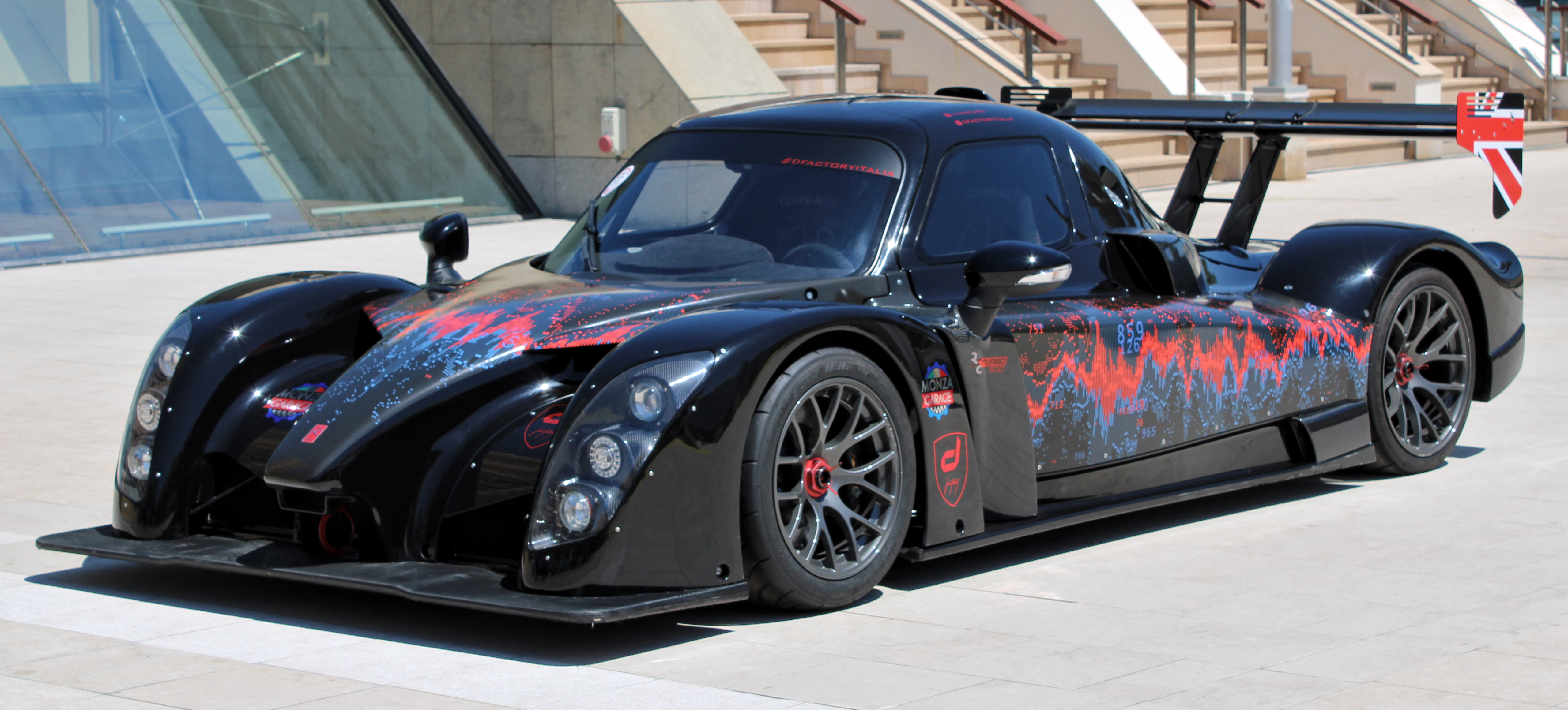
Radical RXC 500 Turbo

- 2009: Andreas Ebbesson

- 2010: Per Staaf Jr
- 2011: Robert Helling
- 2012: Simon Hultén